# San Felipe de Jesús, Salamanca
San Felipe de Jesús är en ort i Mexiko.   Den ligger i kommunen Salamanca och delstaten Guanajuato, i den centrala delen av landet, 240 km nordväst om huvudstaden Mexico City. San Felipe de Jesús ligger 1 739 meter över havet och antalet invånare är 486.
Terrängen runt San Felipe de Jesús är platt åt sydväst, men åt nordost är den kuperad. Runt San Felipe de Jesús är det tätbefolkat, med 266 invånare per kvadratkilometer. Närmaste större samhälle är Salamanca, 10,2 km väster om San Felipe de Jesús. Trakten runt San Felipe de Jesús består till största delen av jordbruksmark.